# La loba (película de 1941)
La loba (originalmente en inglés The Little Foxes) es una película dirigida por William Wyler en el año 1941 y protagonizada por Bette Davis. 
Está basada en la obra de teatro homónima de Lillian Hellman, que también escribió el guion. La mitad del reparto (Dan Duryea, Patricia Collinge, Richard Carlson, Charles Dingle) fueron los actores que habían interpretado el papel en la versión original de Broadway, estrenada en el año 1939.
El título original The Little Foxes hace referencia a la Biblia, que en el Cantar de los Cantares dice:

Cazadnos las zorras, las pequeñas zorras que devastan las viñas, pues nuestras viñas están en flor.

## Argumento
La acción de la obra transcurre a finales del siglo XIX en una pequeña ciudad del sur de los Estados Unidos. Regina (Bette Davis), la esposa del banquero local, Horace Giddens (Herbert Marshall), junto a sus dos hermanos, Ben (Charles Dingle) y Oscar (Carl Benton Reid), individuos de pocos escrúpulos, deciden llevar a la práctica el sueño de toda su vida: levantar una gran fábrica de algodón llevada por mano de obra barata y con la que se harán aún más ricos. Ben y Oscar conspiran con su hermana Regina, para que consiga que su marido invierta en el negocio, ya que él es el auténtico dueño de su fortuna. Regina envía a su hija, Alexandra (Teresa Wright), a buscar a Horace, que está en Baltimore recuperándose de un ataque al corazón.
Horace rehúsa la oferta amparándose en su frágil estado de salud y Regina insiste y lo anima, pero Horace se mantiene en sus trece. En realidad, a Horace le preocupa el estado de su hija y procura apartarla del ambiente de esa familia. Ante esto y desesperados, Ben y Oscar persuaden a Leo (Dan Duryea), el sobrino de Horace, para que le robe a su tío, ya que trabaja en el banco de este y conoce el contenido de su caja de seguridad personal. Sospechando el robo, Regina intenta chantajear a sus hermanos para que le den su parte del negocio. Pero Horace se adelanta y desbarata el plan. Cuando vuelve a casa, Horace le comunica que ha cambiado el testamento y que ella no se llevará nada más que deudas. Horace sufre una crisis cardíaca y Regina le niega la medicina, provocándole así la muerte. Sin embargo, antes de morir usa sus últimas fuerzas en pedir a su hija que se aleje de su madre y que se case con David, un periodista al que Regina rechaza. Mientras Ben comenta con su hermana las circunstancias de la muerte de Horace, Alexandra los escucha, y descubre la maldad de su madre y finalmente encuentra las fuerzas para abandonar esa casa y marcharse con David. Regina, abatida, la ve alejarse desde la ventana.

## Premios
Premios Óscar 1941
| Categoría                                  | Receptor(es)                  | Resultado |
| ------------------------------------------ | ----------------------------- | --------- |
| Mejor película                             | Mejor película                | Nominada  |
| Mejor director                             | William Wyler                 | Nominado  |
| Mejor actriz                               | Bette Davis                   | Nominada  |
| Mejor actriz de reparto                    | Patricia Collinge             | Nominada  |
| Mejor actriz de reparto                    | Teresa Wright                 | Nominada  |
| Mejor guion adaptado                       | Lillian Hellman               | Nominada  |
| Mejor banda sonora - comedia o drama       | Meredith Wilson               | Nominada  |
| Mejor dirección artística (blanco y negro) | Stephen Gosson Howard Bristol | Nominados |
| Mejor montaje                              | Daniell Mandell               | Nominado  |